# Аскари, Антонио
Антонио Аскари (итал. Antonio Ascari; 15 сентября 1888 — 26 июля 1925) — итальянский автогонщик и чемпион серии Гран-при.

## Биография
Антонио Аскари родился недалеко от Мантуи в области Венеция в семье торговца зерном. Он начал свою гоночную карьеру на высоких уровнях в 1919 году за рулем модифицированного Фиата 1914 года. С Энцо Феррари он принял участие в первой Targa Florio, прошедшей сразу после Первой мировой войны в 1919 году. В гонке Аскари не финишировал, попав в аварию, вылетев в глубокий овраг. Неудачи преследовала его и в 1920, и в 1921 годах. Но в 1922 году он смог приехать четвёртым. Управляя Alfa Romeo, сконструированной Витторио Яно, он почти выиграл Targa Florio в апреле 1923 года, придя вторым за своим командным напарником Уго Сивоччи. Однако, в следующем месяце на трассе в Кремоне, он финишировал первым, выиграв свою самую крупную гонку в истории Гран-при. В 1924 году он снова победил на трассе в Кремоне в своей первой гонке на P2, а затем на Монце он снова выиграл Гран-при Италии.
1925 год должен был стать успешным для Антонио Аскари. Его автомобиль доминировал в соревнованиях на Спа-Франкоршам, где он выиграл свой первый Гран-при Бельгии. Он мог успеть поесть и попить во время пит-стопа. Аскари был поэтому прозван — «Maestro»
В возрасте 36 лет Аскари погиб, лидируя на Гран-при Франции в сезоне 1925 года за рулём Alfa Romeo P2 на трассе в Montlhéry, южнее Парижа. Он оставил семилетнего сына, Альберто, который стал впоследствии одним из успешных гонщиков Формулы-1 в начале 1950-х годов. Он также погиб за рулём в возрасте тех же 36 лет, что и отец, 26 числа другого месяца.
Антонио Аскари был похоронен на Cimitero Monumentale в Милане.